# KkStB 19.0
A kkStB 19.0 egy belsőégésű motoros-motorkocsi volt a kkStB-nél. A kkStB üzemeltette a HÉV-et Wessely-től (ma Veseli nad Luznici) Neuhaus (ma Jindřichův Hradec) a mai Csehország területén. Ez volt az első belsőégésű motoros motorkocsi az Osztrák-Magyar Monarchiában.
A kéttengelyes jármű a majdani közúti villamosra hasonlított. Az Austro-Daimler Bécsújhelyen (motor) és a Ringhoffer Prága-Smichovban (kocsifelépítmény) készítette 1902-ben Z 1 számon.
1904 és 1907 között a pályaszáma BCM 14000, 1907-től pedig 19.001 volt.
A motorkocsi beválhatott volna jobban is. Így a kívánt kezdet nagyon lassú volt.
1912-ben a járművet egy szokásos {\displaystyle C^{i}} típusú személyvagonná építették át.

## Fordítás
- Ez a szócikk részben vagy egészben  a   kkStB 19.0 című német Wikipédia-szócikk fordításán alapul.  Az eredeti cikk szerkesztőit annak laptörténete sorolja fel. Ez a jelzés csupán a megfogalmazás eredetét és a szerzői jogokat jelzi, nem szolgál a cikkben szereplő információk forrásmegjelöléseként.